# Alfonso Sosa
Luis Alfonso „Poncho” Sosa Cisneros (ur. 5 października 1967 w Guadalajarze) – meksykański piłkarz występujący na pozycji defensywnego pomocnika, obecnie trener UdeG.

## Kariera klubowa
Sosa pochodzi z Guadalajary i jest wychowankiem tamtejszego klubu Universidad de Guadalajara. Równocześnie do treningów był studentem na uczelnianym wydziale prawa, z którego otrzymał licencjat. Do pierwszego zespołu został włączony już w wieku siedemnastu lat przez szkoleniowca Francisco Ríosa i w meksykańskiej Primera División zadebiutował 13 lipca 1985 w wygranym 2:0 spotkaniu z Monterrey. Mimo młodego wieku szybko został jednym z ważniejszych graczy ekipy i premierowego gola w najwyższej klasie rozgrywkowej strzelił 28 grudnia tego samego roku w przegranej 2:4 konfrontacji z Deportivo Neza. Przez pierwsze dwa lata notował nieregularne występy, lecz począwszy od sezonu 1987/1988 wywalczył sobie niepodważalne miejsce w wyjściowym składzie drużyny prowadzonej przez Ignacio Trellesa.
W sezonie 1988/1989 Sosa dotarł z Universidadem do finału krajowego pucharu – Copa México, zaś w sezonie 1989/1990 zdobył wicemistrzostwo Meksyku. W sezonie 1990/1991 wygrał natomiast puchar Meksyku, ogółem barwy swojego macierzystego klubu reprezentując przez osiem lat. Został zapamiętany ze stworzenia czołowego w lidze duetu środkowych pomocników z kapitanem zespołu – starszym o dekadę Jorge Dávalosem; ogółem w barwach Universidadu rozegrał 226 ligowe spotkania i jest uznawany za jedną z największych legend klubu. Wyróżniał się umiejętnościami technicznymi, spokojem w grze, profesjonalizmem i walecznością.
Latem 1993 Sosa przeszedł do klubu Puebla FC, gdzie spędził kolejne dwa sezony, a bezpośrednio po tym został graczem Club León. Tam również spędził dwa lata bez poważniejszych sukcesów, a następnie podpisał umowę z CF Monterrey, skąd po roku zasilił ekipę Cruz Azul ze stołecznego miasta Meksyk. We wszystkich tych zespołach niezmiennie pełnił rolę podstawowego zawodnika, lecz mimo pozycji jednego z filarów nie potrafił nawiązać do sukcesów drużynowych odnoszonych z Universidadem. Sytuacja ta uległa zmianie dopiero po przenosinach do drużyny CF Pachuca – tam już w pierwszym, jesiennym sezonie Invierno 1999 wywalczył swoje pierwsze mistrzostwo Meksyku, jako lider drugiej linii w taktyce trenera Javiera Aguirre. W wiosennym sezonie Verano 2001 zanotował z kolei tytuł wicemistrza kraju, by pół roku później – podczas rozgrywek Invierno 2001 – zdobyć kolejne mistrzostwo Meksyku. W 2002 roku triumfował natomiast w najbardziej prestiżowych rozgrywkach Ameryki Północnej – Pucharze Mistrzów CONCACAF. W sumie w Pachuce występował przez cztery lata.
W lipcu 2003 Sosa został zawodnikiem nisko notowanego, walczącego o utrzymanie w lidze klubu Querétaro FC. W jego barwach spędził rok, mając pewną pozycję w środku pola, lecz nie zdołał uchronić drużyny przed spadkiem do drugiej ligi na koniec sezonu 2003/2004. Bezpośrednio po tym – w wieku trzydziestu sześciu lat – zdecydował się zakończyć profesjonalną karierę. Był opisywany jako solidny defensywny pomocnik; podczas niemal dwudziestu lat kariery rozegrał 610 spotkań w meksykańskiej Primera División, dzięki czemu zajmuje ósme miejsce w klasyfikacji graczy z największą liczbą występów w najwyższej klasie rozgrywkowej Meksyku.

## Kariera reprezentacyjna
W seniorskiej reprezentacji Meksyku Sosa zadebiutował za kadencji selekcjonera Mario Velarde, 29 marca 1988 w wygranym 8:0 meczu towarzyskim z Salwadorem, w którym strzelił także premierowego gola w drużynie narodowej. Drugą i zarazem ostatnią bramkę w kadrze strzelił już w kolejnym występie, niecały miesiąc później w sparingu z Hondurasem (4:1), natomiast w marcu 1991 został powołany przez Ignacio Trellesa do rezerwowego składu reprezentacji na Mistrzostwa NAFC. Na amerykańskich boiskach rozegrał obydwa możliwe spotkania (jedno w wyjściowym składzie), zaś Meksykanie triumfowali w tym turnieju. W późniejszym czasie zanotował aż jedenastoletnią przerwę w występach w kadrze, po czym pod koniec kariery powrócił do niej za kadencji Javiera Aguirre – swojego byłego trenera z Pachuki. Znalazł się wówczas w składzie na Złoty Puchar CONCACAF, podczas którego wystąpił we wszystkich trzech meczach (w dwóch w pierwszej jedenastce), natomiast jego kadra odpadła z rozgrywek w ćwierćfinale, ulegając w serii rzutów karnych Korei Płd. (0:0, 2:4 k). Było to zarazem jego ostatnie spotkanie w reprezentacji – swój bilans zamknął na czternastu występach.

## Kariera trenerska
Bezpośrednio po zakończeniu kariery piłkarskiej Sosa rozpoczął pracę jako szkoleniowiec, w październiku 2004 zastępując Omara Arellano na stanowisku trenera drugoligowego Pachuca Juniors – rezerw swojego byłego klubu CF Pachuca. Bez większych sukcesów prowadził je przez kolejne dziewięć miesięcy, po czym klub przeniósł swoją licencję do przygranicznego miasta Ciudad Juárez, zmieniając nazwę na Indios de Ciudad Juárez. Jako szkoleniowiec Indios, Sosa w wiosennym sezonie Clausura 2006 dotarł ze swoimi podopiecznymi do finału rozgrywek Ascenso MX, ulegając jednak w dwumeczu w serii rzutów karnych Querétaro (2:1, 1:2, 3:4 k). Z funkcji trenera został zwolniony rok później, w kwietniu 2007, wskutek kiepskiego sezonu w wykonaniu Indios (brak awansu do ligowej fazy play-off). W późniejszym czasie powrócił do najwyższej klasy rozgrywkowej, gdzie w latach 2008–2009 pracował w Cruz Azul jako asystent Benjamína Galindo – swojego byłego kolegi klubowego właśnie z Cruz Azul oraz Pachuki. W tej roli w jesiennym sezonie Apertura 2008 wywalczył z Cruz Azul wicemistrzostwo Meksyku, a w 2009 roku dotarł do finału Ligi Mistrzów CONCACAF.
W lipcu 2010 Sosa ponownie znalazł zatrudnienie w CF Pachuca, tym razem obejmując trzecioligową filię klubu – drużynę Tampico Madero FC. W jesiennym sezonie Independencia 2010 doprowadził ją do dwumeczu finałowego Segunda División, gdzie okazała się jednak gorsza po serii rzutów karnych od Celayi (2:3, 2:1, 1:3 k). Bezpośrednio po tym przeniósł się do drugoligowego Club León – również współpracującego z Pachucą – gdzie przez pół roku pracował w sztabie szkoleniowym jako asystent szkoleniowca Tity (obydwoje w latach 90. wspólnie reprezentowali barwy Leónu). W grudniu 2011 objął swój macierzysty zespół – drugoligowy Universidad de Guadalajara, z którym w sezonie Apertura 2013 wygrał rozgrywki Ascenso MX, kiedy to jego drużyna pokonała w dwumeczu Necaxę (1:0, 1:1). Na koniec rozgrywek 2013/2014 jego podopieczni – nisko notowani w gronie zespołów z drugiej ligi – niespodziewanie pokonali natomiast w decydującym o promocji dwumeczu barażowym po serii rzutów karnych zdecydowanego faworyta – Estudiantes Tecos (0:0, 1:1, 4:3 k), dzięki czemu po dwudziestu latach nieobecności Universidad powrócił do najwyższej klasy rozgrywkowej. Tam spędził jednak tylko rok; po rozgrywkach 2014/2015 ze względu na gorszy bilans bramek od Puebli spadł z powrotem do drugiej ligi, a bezpośrednio po relegacji Sosa po niemal czterech latach opuścił ekipę.
W listopadzie 2015 Sosa został trenerem czołowego klubu z drugiej ligi – Club Necaxa z miasta Aguascalientes. Już w pierwszym sezonie – Clausura 2016 – triumfował z nim w Ascenso MX po pokonaniu w dwumeczu Mineros (2:0, 0:0), po czym zwyciężył jeszcze w barażach z Juárez (1:0, 2:0) i wskutek tego awansował z Necaxą do pierwszej ligi. Równocześnie do promocji jego gracze dotarli także do finału pucharu Meksyku – Copa MX, przegrywając w nim jednak z Veracruz (1:4).

## Statystyki kariery

### Klubowe
| UdeG      | 1985–1986 | Meksyk | Liga MX | 20  | 2  | —  | —  | —          | —  | — | 20   | 2   |
| UdeG      | 1986–1987 | Meksyk | Liga MX | 1   | 0  | —  | —  | —          | —  | — | 1    | 0   |
| UdeG      | 1987–1988 | Meksyk | Liga MX | 40  | 5  | 0≤ | 0  | —          | —  | — | 40≤  | 5   |
| UdeG      | 1988–1989 | Meksyk | Liga MX | 30  | 6  | 0≤ | 0≤ | LMC        | 0≤ | 0 | 30≤  | 6≤  |
| UdeG      | 1989–1990 | Meksyk | Liga MX | 39  | 2  | 0≤ | 0  | —          | —  | — | 39≤  | 2   |
| UdeG      | 1990–1991 | Meksyk | Liga MX | 31  | 1  | 0≤ | 0  | —          | —  | — | 31≤  | 1   |
| UdeG      | 1991–1992 | Meksyk | Liga MX | 32  | 2  | 0≤ | 0  | LMC + PZPC | 0≤ | 0 | 32≤  | 2   |
| UdeG      | 1992–1993 | Meksyk | Liga MX | 33  | 1  | —  | —  | —          | —  | — | 33   | 1   |
| Puebla    | 1993–1994 | Meksyk | Liga MX | 33  | 0  | —  | —  | LMC        | 0≤ | 0 | 33≤  | 0   |
| Puebla    | 1994–1995 | Meksyk | Liga MX | 40  | 1  | 0≤ | 0  | —          | —  | — | 40≤  | 1   |
| León      | 1995–1996 | Meksyk | Liga MX | 36  | 2  | 0≤ | 0≤ | —          | —  | — | 36≤  | 2≤  |
| León      | 1996–1997 | Meksyk | Liga MX | 35  | 2  | 1≤ | 1  | —          | —  | — | 36≤  | 3   |
| Monterrey | 1997–1998 | Meksyk | Liga MX | 34  | 0  | —  | —  | —          | —  | — | 34   | 0   |
| Cruz Azul | 1998–1999 | Meksyk | Liga MX | 36  | 3  | —  | —  | LMC        | 1  | 0 | 37   | 3   |
| Pachuca   | 1999–2000 | Meksyk | Liga MX | 36  | 0  | —  | —  | —          | —  | — | 36   | 0   |
| Pachuca   | 2000–2001 | Meksyk | Liga MX | 40  | 0  | —  | —  | LMC        | 2≤ | 0 | 42≤  | 0   |
| Pachuca   | 2001–2002 | Meksyk | Liga MX | 38  | 0  | —  | —  | LMC        | 6≤ | 0 | 44≤  | 0   |
| Pachuca   | 2002–2003 | Meksyk | Liga MX | 24  | 0  | —  | —  | —          | —  | — | 24   | 0   |
| Querétaro | 2003–2004 | Meksyk | Liga MX | 32  | 0  | —  | —  | —          | —  | — | 32   | 0   |
| Ogółem    | Ogółem    | Ogółem | Ogółem  | 610 | 27 | 1≤ | 1≤ | LMC        | 9≤ | 0 | 620≤ | 28≤ |

- LMC – Liga Mistrzów CONCACAF
- PZPC – Puchar Zdobywców Pucharów CONCACAF

### Reprezentacyjne
| Meksyk | Meksyk | 1988   | 2 | 2 | — | — | —         | — | — | 2  | 2 |
| Meksyk | Meksyk | 1989   | 3 | 0 | — | — | —         | — | — | 3  | 0 |
| Meksyk | Meksyk | 1990   | 2 | 0 | — | — | —         | — | — | 2  | 0 |
| Meksyk | Meksyk | 1991   | 2 | 0 | — | — | NAFC      | 2 | 0 | 4  | 0 |
| Meksyk | Meksyk | 1992   | — | — | — | — | —         | — | — | 0  | 0 |
| Meksyk | Meksyk | 1993   | — | — | — | — | —         | — | — | 0  | 0 |
| Meksyk | Meksyk | 1994   | — | — | — | — | —         | — | — | 0  | 0 |
| Meksyk | Meksyk | 1995   | — | — | — | — | —         | — | — | 0  | 0 |
| Meksyk | Meksyk | 1996   | — | — | — | — | —         | — | — | 0  | 0 |
| Meksyk | Meksyk | 1997   | — | — | — | — | —         | — | — | 0  | 0 |
| Meksyk | Meksyk | 1998   | — | — | — | — | —         | — | — | 0  | 0 |
| Meksyk | Meksyk | 1999   | — | — | — | — | —         | — | — | 0  | 0 |
| Meksyk | Meksyk | 2000   | — | — | — | — | —         | — | — | 0  | 0 |
| Meksyk | Meksyk | 2001   | — | — | — | — | —         | — | — | 0  | 0 |
| Meksyk | Meksyk | 2002   | — | — | — | — | ZP        | 3 | 0 | 3  | 0 |
| Ogółem | Ogółem | Ogółem | 9 | 2 | — | — | NAFC + ZP | 5 | 0 | 14 | 1 |

- NAFC – Mistrzostwa NAFC
- ZP – Złoty Puchar CONCACAF

### Trenerskie
| Pachuca Jrs | 2004–2005 | Meksyk | Ascenso MX       | 30  | 12  | 6  | 12 | 40% | —  | —  | —  | —  | —   | — | — | — | — | — | — | 30  | 12  | 6  | 12  | 40% |
| Indios      | 2005–2006 | Meksyk | Ascenso MX       | 46  | 21  | 11 | 14 | 46% | —  | —  | —  | —  | —   | — | — | — | — | — | — | 46  | 21  | 11 | 14  | 46% |
| Indios      | 2006–2007 | Meksyk | Ascenso MX       | 36  | 15  | 9  | 12 | 42% | —  | —  | —  | —  | —   | — | — | — | — | — | — | 36  | 15  | 9  | 12  | 42% |
| Tampico     | 2010–2011 | Meksyk | Segunda División | 20  | 15  | 1  | 4  | 75% | —  | —  | —  | —  | —   | — | — | — | — | — | — | 20  | 15  | 1  | 4   | 75% |
| UdeG        | 2011–2012 | Meksyk | Ascenso MX       | 16  | 5   | 7  | 4  | 31% | —  | —  | —  | —  | —   | — | — | — | — | — | — | 16  | 5   | 7  | 4   | 31% |
| UdeG        | 2012–2013 | Meksyk | Ascenso MX       | 30  | 12  | 6  | 12 | 40% | 6  | 1  | 1  | 4  | 17% | — | — | — | — | — | — | 36  | 13  | 7  | 16  | 36% |
| UdeG        | 2013–2014 | Meksyk | Ascenso MX       | 38  | 17  | 10 | 11 | 45% | 12 | 3  | 5  | 4  | 25% | — | — | — | — | — | — | 50  | 20  | 15 | 15  | 40% |
| UdeG        | 2014–2015 | Meksyk | Liga MX          | 34  | 8   | 11 | 15 | 24% | 12 | 3  | 6  | 3  | 25% | — | — | — | — | — | — | 46  | 11  | 17 | 18  | 24% |
| Necaxa      | 2015–2016 | Meksyk | Ascenso MX       | 23  | 14  | 6  | 3  | 61% | 9  | 5  | 2  | 2  | 56% | — | — | — | — | — | — | 32  | 19  | 8  | 5   | 59% |
| Necaxa      | 2016–2017 | Meksyk | Liga MX          | 0   | 0   | 0  | 0  | 0%  | —  | —  | —  | —  | —   | — | — | — | — | — | — | 0   | 0   | 0  | 0   | 0%  |
| Ogółem      | Ogółem    | Ogółem | Ogółem           | 273 | 119 | 67 | 87 | 44% | 39 | 12 | 14 | 13 | 31% | — | — | — | — | — | — | 312 | 131 | 81 | 100 | 42% |